# 스타디움 오스트레일리아

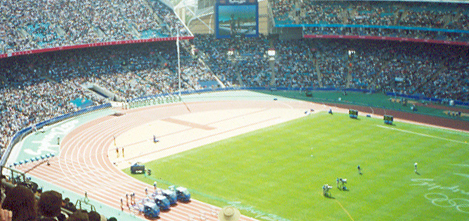
2000년 하계 올림픽 육상 경기

스타디움 오스트레일리아(영어: Stadium Australia)는 오스트레일리아 뉴사우스웨일스주 시드니 홈부쉬 지역의 시드니 올림픽 공원에 위치한 다목적 경기장이다. 이 경기장은 2000년 시드니 하계 올림픽을 위해 6억 9천만 오스트레일리아 달러가 투입되어 1999년 3월에 완공되었으며 2003년 럭비 월드컵이 개최된 곳이다.
완공 초기에는 오스트레일리아 국내 뿐 아니라 세계에서 가장 큰 올림픽 경기장을 만들기 위해 11만명을 수용할 수 있도록 건설되었으나 2003년 경기장 남쪽과 북쪽에 이동식 관중석을 설치하며 직사각형 모양으로 관람석 배치 시 83,500명, 타원형 배치시 81,500명을 수용할 수 있도록 개조되었다.

## 명칭에 관련된 역사
개장 초기인 1999년부터 2002년까지는 스타디움 오스트레일리아로 명명되었으나 2002년 통신사인 텔스트라와의 스폰서 계약 후부터는 텔스트라 스타디움으로 알려지기 시작했다. 2007년 12월 12일 경기장을 관리하는 스타디움 오스트레일리아 그룹은 ANZ은행과의 7년간 3150만 오스트레일리아 달러 규모의 스폰서 계약을 체결하며 2008년 1월 1일부터 경기장 명칭을 ANZ 스타디움으로 변경한다고 발표하였다.

## 기록

### 개장 초기
이 경기장에서 벌어진 첫 번째 스포츠 경기는 1999년 3월 6일 벌어진 오스트레일리아 럭비 리그(NRL) 경기인 뉴캐슬 대 맨리, 파라마타 대 세인트 조지 드래곤즈의 경기로 104,583명의 관중이 입장하였다.
하지만 경기장은 1999년 6월에 오스트레일리아 축구 국가대표팀과 FIFA 올스타팀과의 경기로 공식적으로 개장하였기 때문에 앞선 기록은 인정되지 않았다. 오스트레일리아가 3대2로 이긴 이 경기는 88,101명의 관중이 입장하였다.
1999년 오스트레일리아 왈라비스와 뉴질랜드 올 블랙스의 경기가 벌어진 블레디솔 컵 럭비 대회는 107,042명이 입장하며 당시 럭비 경기 관중 수 면에서 세계 신기록을 세웠으나, 2000년 순간 관중 수가 109,874명이었던 것으로 확인되어 기록이 정정되었다.
1999년 8월 7일 벌어진 NFL, 덴버와 샌디에이고의 경기는 오스트레일리아에서 최초로 열린 미식축구 공식경기로 기록되었다.
1999년 9월 26일 멜버른 스톰과 세인트 조지 드래곤즈와의 오스트레일리아 럭비 리그(NRL) 그랜드 파이널 경기에서는 107,999명이 입장하였다.
2000년 하계 올림픽 당시, 개회식은 110,000장의 티켓이 매진되었고, 대회 11일째 112,524명이 입장하였으며 카메룬과 스페인의 축구 결승전에서는 104,098명의 관중이 입장하였다. 대회 최다인 폐회식 당시에는 114,714명이 입장하였다.

### 개조 공사 후

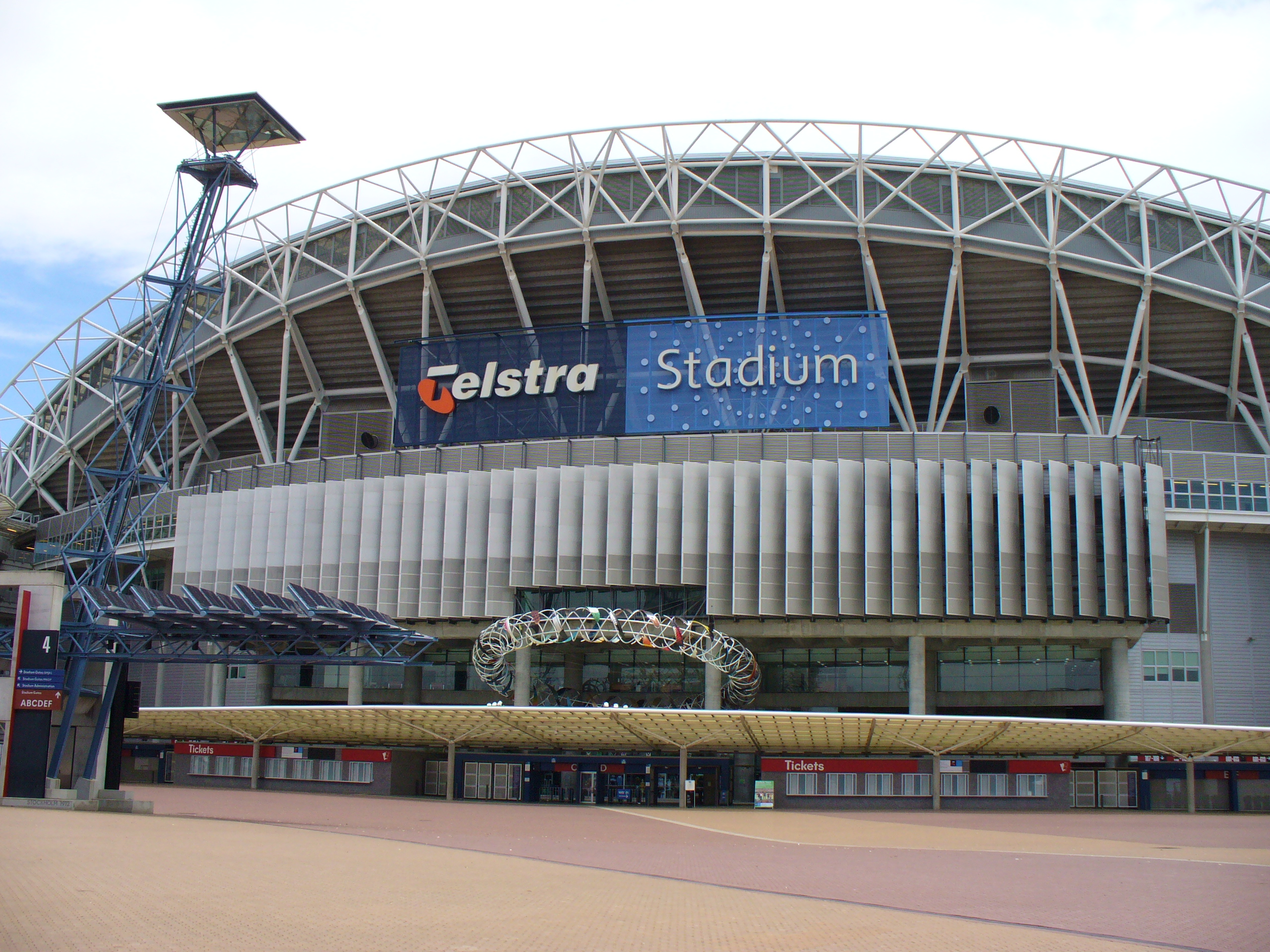
경기장 동쪽 입구

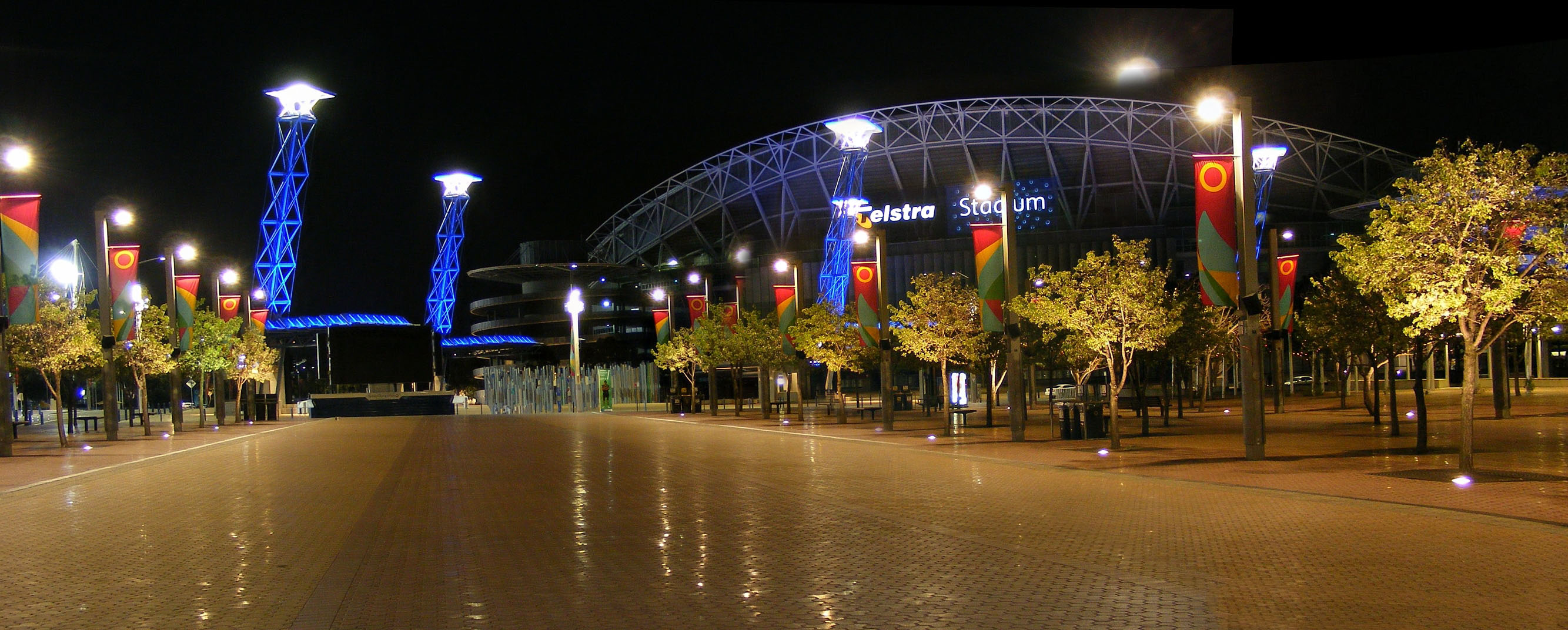
시드니 올림픽 경기장

2001년 10월부터 이 경기장은 크리켓 경기와 오지 풋볼 경기를 치르기 위해 육상 트랙을 없애고 전면에 잔디를 깔았으며 이동식 관중석을 설치하여 관중석 규모를 줄었다.
2003년 10월 개조 공사가 완료된 뒤 럭비 월드컵 개막 경기, 조별 경기 2경기, 준결승전, 3·4위전, 결승전 경기가 열렸다. 2003년 11월 15일 준결승전에서 오스트레일리아가 뉴질랜드를 22 대 10으로 잉글랜드는 프랑스를 24 대 7로 물리치고 결승에 올랐고 11월 22일 벌어진 결승전에서는 잉글랜드가 오스트레일리아를 연장전 끝에 20 대 17로 승리하였다.
2003년 8월 23일 시드니 스완스와 콜링우드의 오스트레일리아 풋볼 리그(AFL) 경기는 72,393명이 입장하며 AFL 최다 관중 입장을 기록하였다.
2005년 11월 16일 82,698명의 관중이 지켜보는 가운데 벌어진 독일 월드컵 오세아니아-남아메리카 대륙 플레이오프 2차전 경기에서는 몬테비데오 원정 경기에서 0 대 1로 패한 오스트레일리아가 1 대 0으로 경기를 이긴 후 승부차기 끝에 4 대 2로 우루과이를 물리치고 독일 월드컵에 진출하였다.
2006년 10월 1일 오스트레일리아 럭비 리그(NRL) 그랜드 파이널에서는 79,609명이 입장하였고 브리즈번 브론코스가 멜버른 스톰에 15 대 8로 이겼다.
2015년 1월 31일에는 2015년 AFC 아시안컵 결승전이 이 곳에서 열렸다. 오스트레일리아는 이 경기에서 연장전 끝에 대한민국을 2 대 1로 누르고 우승을 차지했다.

## 정규 스포츠 경기
이 경기장에서는 오스트레일리아 럭비 리그(NRL)의 그랜드 파이널 경기가 매 년 열리고 있으며 뉴사우스웨일스와 퀸즐랜드와의 Rugby League State of Origin 경기가 열린다.

## 수용 인원 및 기록
|                  | 개조 공사 전 (단위:명)                                          | 개조 공사 후                                              | 개조 공사 후                                                                                   |
| 타원형 (단위:명) | 개조 공사 전 (단위:명)                                          | 사각형 (단위:명)                                          |                                                                                                |
| ---------------- | --------------------------------------------------------------- | --------------------------------------------------------- | ---------------------------------------------------------------------------------------------- |
| 공식 수용 인원   | 110,000                                                         | 81,500                                                    | 83,500                                                                                         |
| 전체             | 114,714 폐회식 (2000년 시드니 올림픽) 2000년 10월 1일           | -                                                         | 83,418 오스트레일리아 대 뉴질랜드 (2004년 3개국 럭비 대회) 2004년 8월 7일                      |
| 축구 (국가 대표) | 104,098 스페인 대 카메룬 (2000년 시드니 올림픽) 2000년 9월 30일 | -                                                         | 82,698 오스트레일리아 대 우루과이 (2006년 FIFA 월드컵 예선 대륙간 플레이오프) 2005년 11월 16일 |
| 축구 (클럽)      |                                                                 | -                                                         | 80,295 시드니 FC 대 LA 갤럭시 2007년 11월 27일                                                 |
| 육상             | 112,524 2000년 시드니 올림픽 2000년 11월 23일                   | -                                                         | -                                                                                              |
| 오지 풋볼 (전체) |                                                                 | 72,393 시드니 스완스 대 콜링우드 2003년 8월 23일          | -                                                                                              |
| 오지 풋볼 (결승) |                                                                 | 71,019 시드니 스완스 대 브리즈번 라이온스 2003년 9월 20일 | -                                                                                              |
| 크리켓           | -                                                               | 26,190 NSW 대 QLD (포드 레인저 컵) 2004년 1월 17일        | -                                                                                              |
| 럭비 리그 (전체) | 107,999 세인트 조지 드래곤즈 대 멜버른 스톰 1999년 9월 26일     | -                                                         | 82,487 NSW 대 QLD 2004년 7월 7일                                                               |
| 럭비 리그 (결승) | 107,999 세인트 조지 드래곤즈 대 멜버른 스톰 1999년 9월 26일     | -                                                         | 82,453 웨스트 타이거즈 대 북 퀸즐랜드 카우보이즈 2005년 10월 2일                               |
| 럭비             | 109,874 오스트레일리아 대 뉴질랜드 2000년 7월 15일              | -                                                         | 83,418 오스트레일리아 대 뉴질랜드 (2004년 3개국 럭비대회) 2004년 8월 7일                       |

## 같이 보기
- 시드니 올림픽 공원
- 시드니 풋볼 스타디움 (2022년)